# Лазарук, Михаил Арсеньевич
Михаил Арсеньевич Лазару́к (бел. Міхаіл Арсеньевіч Лазарук; 5 июля 1926 — 14 ноября 2000, Минск) — белорусский литературовед, критик, педагог. Доктор филологических наук (1970), профессор (1971). Академик Академии педагогических наук СССР (1982). Академик Национальной академии наук Республики Беларусь (1995). Член Союза писателей СССР (1972).

## Биография
Родился 5 июля 1926 года в крестьянской семье в деревне Ушаловичи Слуцкого района Минской области Белорусской ССР.
С 1944 года в рядах РККА. Участник Великой Отечественной войны. После демобилизации экстерном сдал экзамен за среднюю школу, учился на подготовительных курсах.
Окончил Минский педагогический институт (1951). В 1954 году защитил кандидатскую диссертацию (Институт литературы и искусства Академии наук Белорусской ССР; «Поэзия Пимена Панченки»). В 1970 году защитил докторскую диссертацию (Институт литературы им. Я. Купалы Академии наук Белорусской ССР; «Белорусская поэма в XIX — начале XX века»).
В 1954—1978 годы работает в Минском педагогическом институте имени М. Горького: старшим преподавателем, доцентом, профессором, деканом филологического факультета, проректором по учебной работе. В 1978—1990 годы — директор Научно-исследовательского института педагогики. Полтора года преподавал в Варшавском университете. С 1990 года — заведующий лабораторией литературного образования Национального института образования Министерства образования Республики Беларусь.

## Научная деятельность
Изучал историю педагогики в Беларуси, вопросы теории и истории белорусской литературы, проблемы методики преподавания литературы в школе, выступал как литературный критик.

## Общественная деятельность
В продолжение многих лет М. А. Лазарук был членом коллегии Министерства просвещения Белорусской ССР, председателем Педагогического общества Белорусской ССР, членом комиссии по изучению литературы при Союзе писателей БССР.

## Награды
Награждался орденами Красной Звезды (1945), Трудового Красного Знамени (1975), Отечественной войны II степени (1985), медалью Франциска Скорины (1997), другими медалями.